# 雪吊

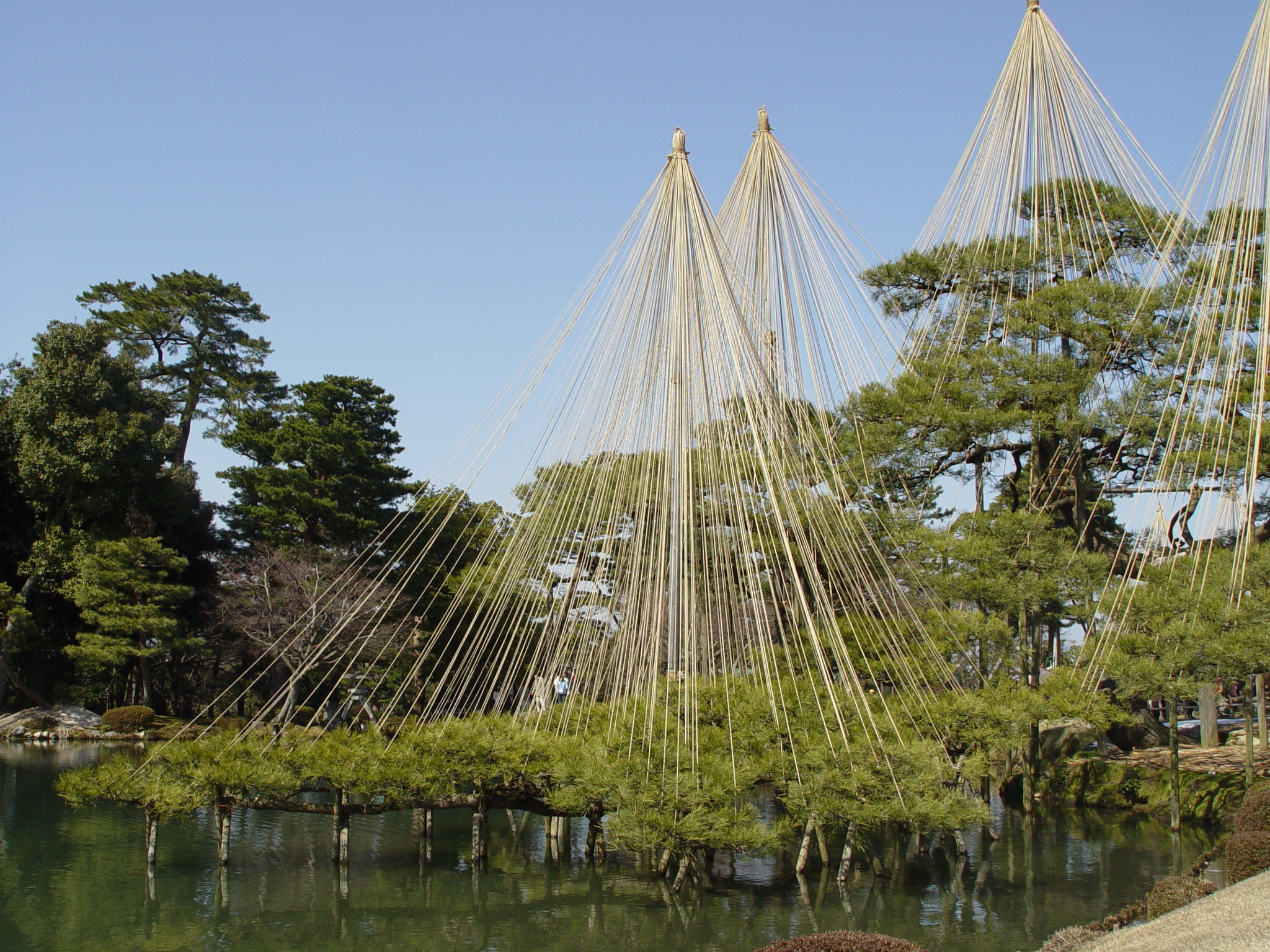
雪吊

雪吊（日语：ゆきづり・ゆきつり）是日本在冬季時，為了不讓雪附著於樹木上折斷樹枝，而用繩子固定住樹枝的造園工程。在日本有時也會寫成「雪つり」。

## 概要
先在樹木枝幹附近立柱，由柱子的前端向各樹枝以放射狀形式張開繩索，這種雪吊的代表性手法被稱為「りんご吊り」（吊蘋果）。這種技法是源自於明治時代引進西洋蘋果栽培的日本，為了不因蘋果果實太重而折斷樹枝所衍生出的初期技法。此外為了美觀而模仿「りんご吊り」在樹木周圍張開繩索，雖然並非積雪對策但仍稱雪吊。
除此之外，也有在高大樹木的樹幹張開繩索，並在低矮樹木的周圍立下3、4根支柱張開繩索的技法。同樣，用繩索緊緊綁住樹枝也是雪吊的一種。

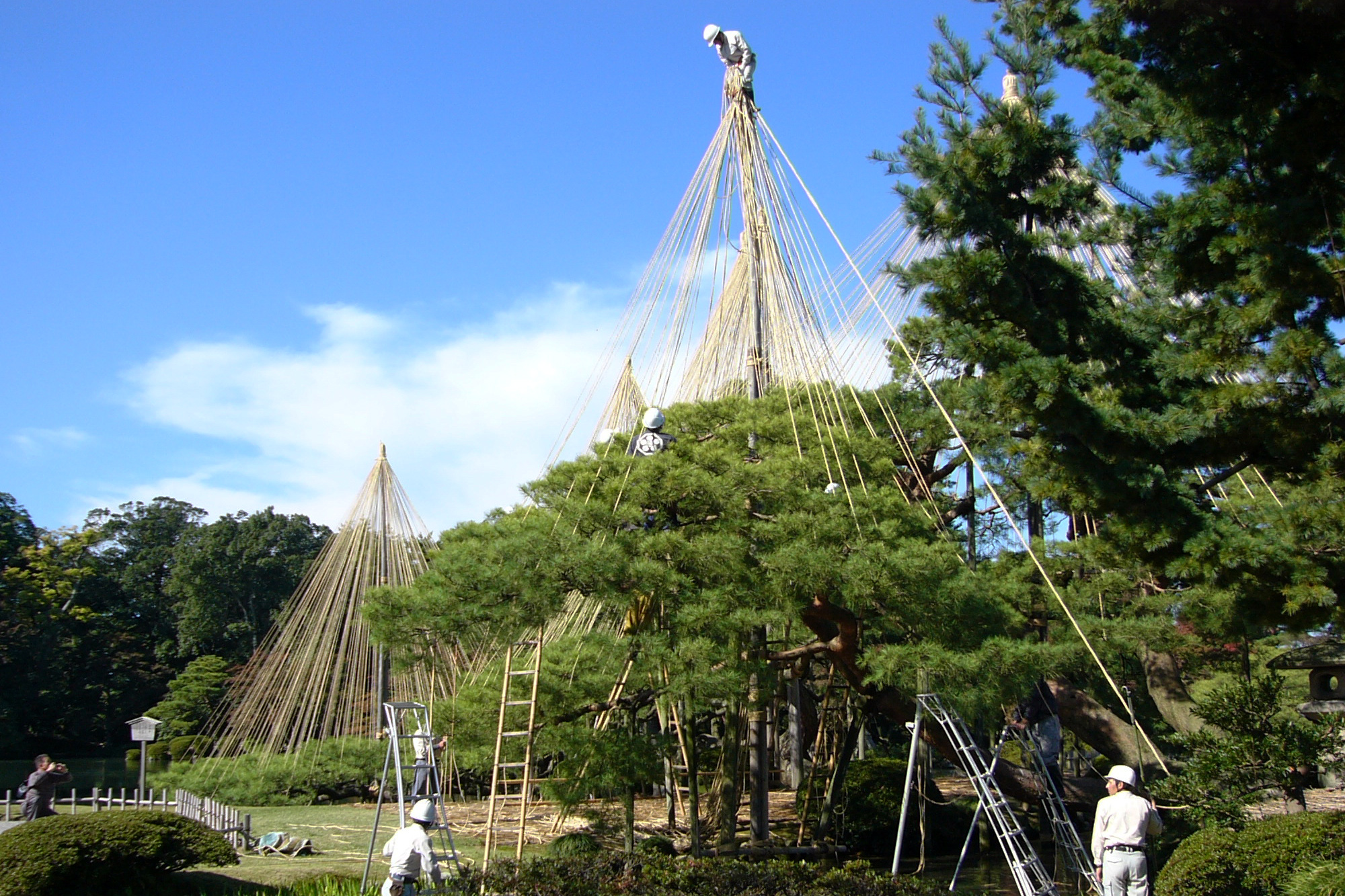
設置雪吊

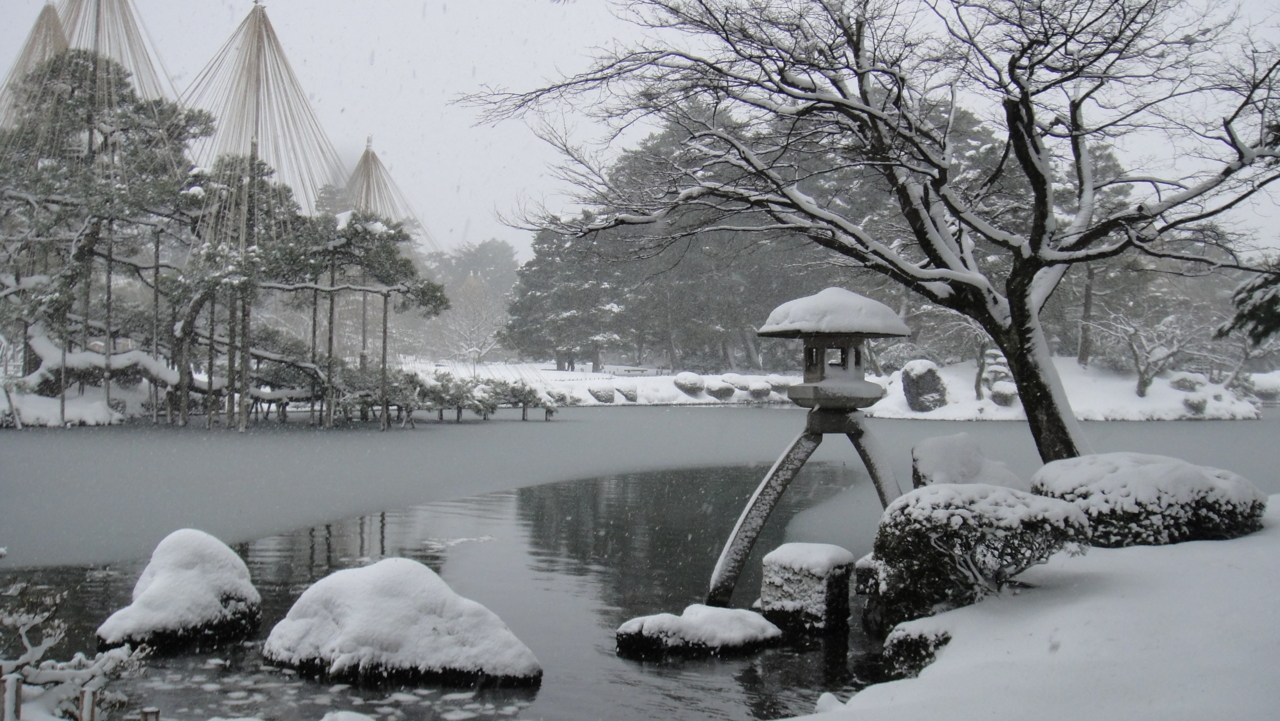
有雪吊的冬季風景

## 進行雪吊的庭園
降雪量大的日本東北地方、北陸地方通常會採用雪吊，其中具代表性的是日本三大庭院之一的石川縣金澤市兼六園。兼六園一般會在平年降雪期前的11月進行雪吊，並在降雪期結束的3月拆除。此外，降雪量不多的關東地方，也會在東京都新宿區甘泉園公園等地，為營造冬季氛圍而進行雪吊。
- 兼六園（石川縣金澤市）
- 高山陣屋（岐阜縣高山市）[2]
- 藤田記念庭園（日语：藤田記念庭園）（青森縣弘前市）

## 腳註
1. ↑  . NHKニュース (日本放送協会). 2013-03-15  [2013-03-15]. （原始内容存档于2013-03-15）.
2. ↑  . 岐阜新聞. 2015-11-06  [2015-11-14]. （原始内容存档于2015-11-14）.

## 外部連結
- 兼六園の雪吊り （页面存档备份，存于） - 石川県
- 雪吊り （页面存档备份，存于） - 金沢市
- 甘泉園公園 松の雪吊り （页面存档备份，存于） - 新宿区